# Ethan Hayter
Ethan Hayter, född 18 september 1998 i London, är en brittisk professionell landsvägscyklist och bancyklist.

## Karriär
Hayter har cyklat professionellt sedan 2020. Bland hans meriter kan nämnas vinster i Polen runt år 2022 och Norge runt år 2021. Vid världsmästerskapen i bancykling har han vunnit VM-guld i omnium 2021 och 2022. Vid OS 2024 ingick han i det brittiska lag som tog silver lagförföljelse.